# Angophora inopina
Angophora inopina är en myrtenväxtart som beskrevs av Kenneth D. Hill. Angophora inopina ingår i släktet Angophora och familjen myrtenväxter.
Artens utbredningsområde är New South Wales. Inga underarter finns listade i Catalogue of Life.